# Johann Wenzel Kalliwoda

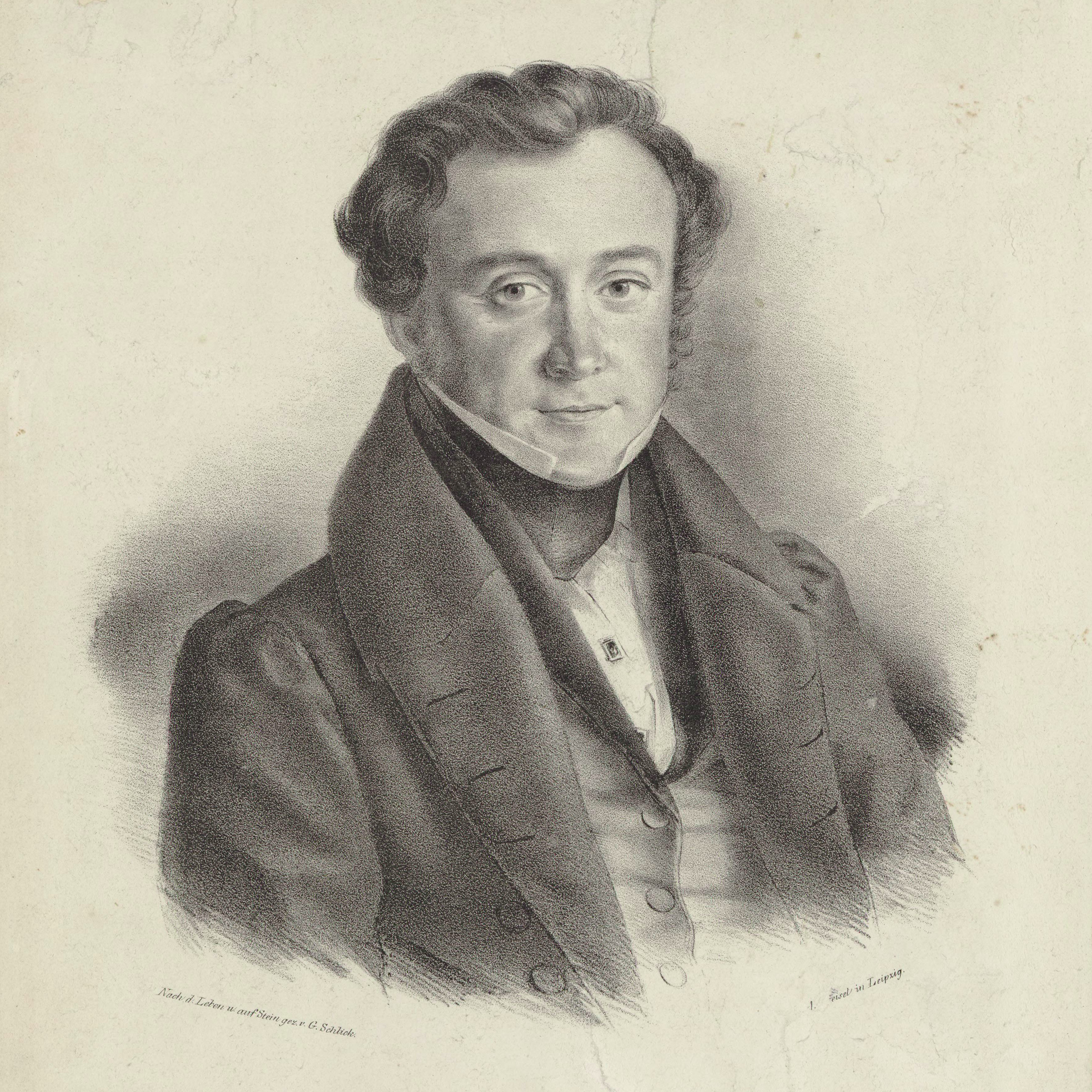
Johann Wenzel Kalliwoda (von Gustav Schlick)

Johann Wenzel Kalliwoda (* 21. Februar 1801 in Prag; † 3. Dezember 1866 in Karlsruhe) war ein Komponist, Kapellmeister und Violinist.

## Leben

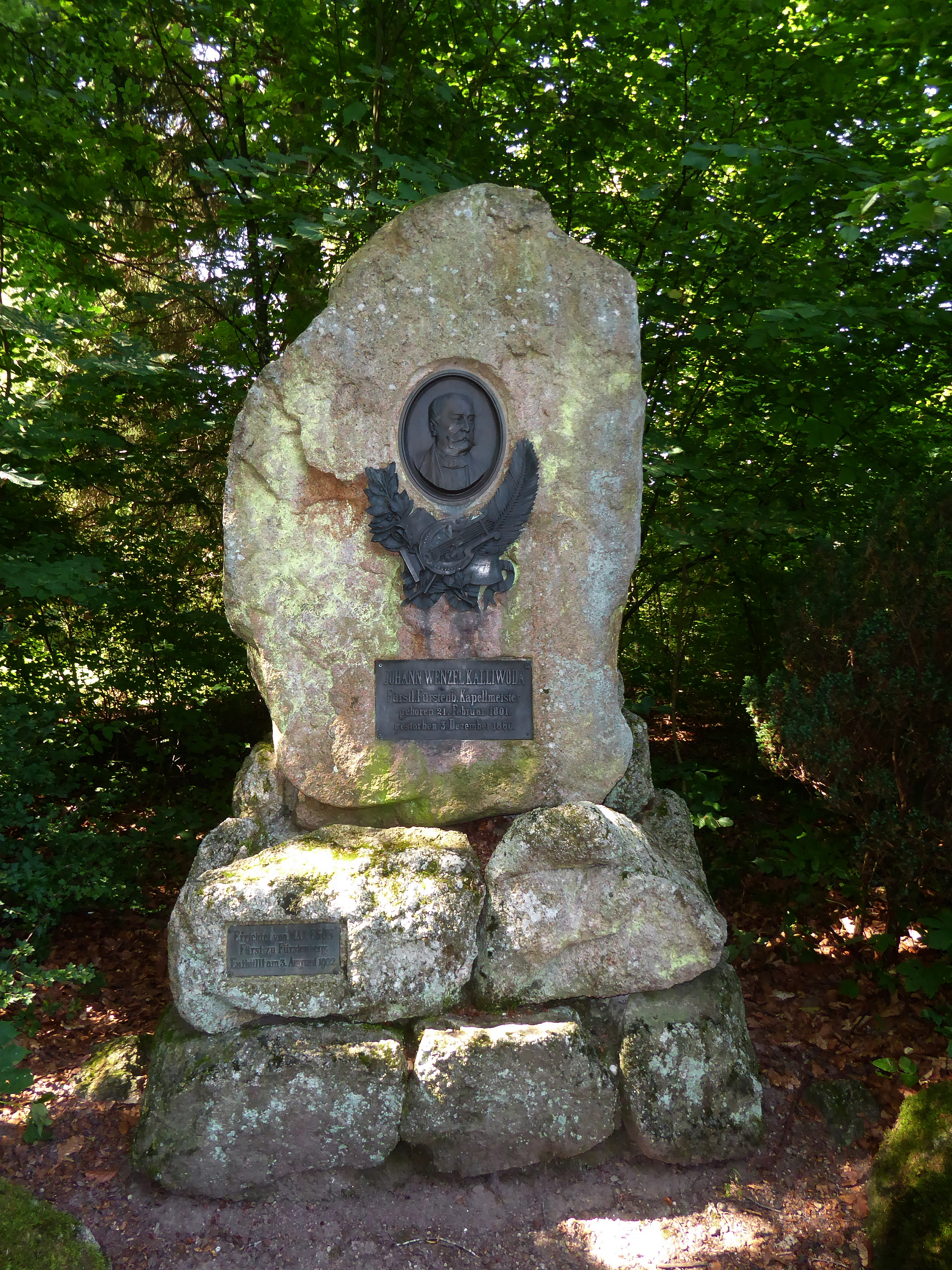
Denkmal, enthüllt am 3. August 1902, errichtet von Max Egon, Fürst zu Fürstenberg (1863–1941), Standort: Donaueschingen im Fürstlich Fürstenbergischen Park.

Kalliwoda ist ein typisches Kind des habsburgischen Vielvölkerstaates. Sein Vater Anton stammte aus Mähren, seine Mutter Theresia (geb. Kolni) aus Ungarn, beide offenbar zur deutschsprachigen Minderheit gehörig, und geboren wurde er im böhmischen Prag. Im Jahre 1811 begann er ein Studium am Prager Konservatorium u. a. bei Friedrich Dionys Weber (Theorie und Komposition) und Friedrich Wilhelm Pixis (Violine). Fünf Jahre blieb er Zögling des Konservatoriums; wegen ausgezeichneter Leistungen war er einer von vier Schülern, die ein Stipendium von 50 Gulden für das letzte Studienjahr erhielten. In dieses letzte Lehrjahr fielen auch seine ersten öffentlichen Auftritte als Soloviolinist: Am 26. März 1816 trug er in einem Konzert der Konservatoriumszöglinge zwei Sätze eines Violinkonzerts von Pierre Rode vor. Im Oktober 1816 verließ er das Konservatorium; und Direktor Friedrich Dionys Weber schrieb in sein Abschlusszeugnis, sein Violinspiel weise „nebst einer schönen mechanischen Fertigkeit auch Geist im Vortrag“ auf, doch offenbare er vor allem „ein entschiedenes Talent zur Instrumentalkomposition“, in der er sich „vor allen hervorgetan“ habe. Er fand sofort eine Anstellung als Geiger im Prager Theaterorchester, dem er bis Ende 1821 angehörte. Seit 1818 trat er mit Kompositionen an die Öffentlichkeit, anfangs mit Ouvertüren, ab 1820 auch mit orchesterbegleiteten Kompositionen für die Violine, die er selbst vortrug.
Im Januar 1822 brach er zu einer Konzertreise durch Österreich und Süddeutschland auf, die ihn u. a. nach Linz, München und Donaueschingen führte, wo ihm Fürst Karl Egon II. die Stelle als Hofkapellmeister am Hoftheater Donaueschingen anbot, die bis zu seinem Weggang Conradin Kreutzer innegehabt hatte. Kalliwoda nahm an, kehrte jedoch zunächst nach Prag zurück, wo er im Oktober die Sängerin Therese Brunetti (1803–1892) heiratete. Ende 1822 trat er das Amt in Donaueschingen an, welches er bis 1866 innehatte.
Er komponierte, leitete die Hofoper, trat als Solist auf und unterrichtete die Kinder des Fürsten. Vier Jahrzehnte lang organisierte er ein reiches musikalisches Leben am Hof der Fürstenberger. Dabei kamen nicht nur zahlreiche eigene Kompositionen aus allen Gattungen zur Aufführung, sondern ebenso Werke anderer Komponisten. Er lud unter anderem Clara und Robert Schumann sowie Franz Liszt nach Donaueschingen ein. Während der Fürst seinem Kapellmeister nicht nur eine Stradivari schenkte, sondern ihm zudem großzügige Urlaube für Konzertreisen durch Europa gewährte, dankte dieser es seinem Dienstherrn, indem er verlockende Angebote aus Köln, Mannheim, Dessau, Leipzig und Prag ablehnte.
Die Tätigkeit Kalliwodas in Donaueschingen wurde durch die Deutsche Revolution 1848/49, die Auflösung der fürstlichen Hofkapelle und den Brand des aus dem 18. Jahrhundert stammenden Theaters 1850 unterbrochen. Er ging zu seinen Kindern nach Karlsruhe und wurde erst 1857 von Karl Egon III. an die kleine Residenz auf der Baar zurückgerufen, wo ihm der Wiederaufbau des Konzertbetriebes jedoch nicht mehr gelang.
Im Jahre 1866 trat Kalliwoda in den Ruhestand und übersiedelte endgültig nach Karlsruhe, wo er noch im selben Jahr an einem Herzinfarkt starb. An seinem Sterbehaus in der Amalienstraße 39 befindet sich eine Gedenktafel, im Schlosspark von Donaueschingen ließ der Fürst von Fürstenberg ihm ein Denkmal errichten.
Johann Wenzel Kalliwoda war der Vater des Badischen Hofkapellmeisters Wilhelm Kalliwoda (1827–1893).

## Werke (Auswahl)
Kalliwoda hat über 500 Werke hinterlassen, 243 davon sind mit Opuszahlen versehen. Sein Schaffen umfasst Opern, geistliche und weltliche Vokalwerke, Sinfonien, Ouvertüren, konzertante Werke, Kammermusik und Klavierkompositionen.
Der umfangreiche musikalische Nachlass von Johann Wenzel Kalliwoda wird heute in der Badischen Landesbibliothek in Karlsruhe aufbewahrt.
Die unkommentierten Jahreszahlen in Klammern geben das Jahr des Kompositionsabschlusses an; ist dieses nicht bekannt, so wird mit vorgestelltem „ed.“ und ohne Klammern das Jahr des Erstdrucks angegeben. Werke mit Opuszahlen erschienen zu Lebzeiten Kalliwodas im Druck; als WoO (= Werk ohne Opuszahl) gezählte Werke blieben ungedruckt.

### Bühnenwerke

#### Opern
- Prinzessin Christine, Singspiel in drei Akten WoO V/01 (Uraufführung: 4. November 1828, Donaueschingen)
- Billibambuffs Hochzeitsreise, Fastnachtsspiel in drei Akten WoO V/07 (Pasticcio; Uraufführung 2. März 1840, Donaueschingen)
- Blanda, die silberne Birke, Romantische Oper in drei Akten WoO V/02 (Uraufführung: 29. November 1847, Prag)
- Vier Opernfragmente
- Zahlreiche Einlagenummern zu Opern, z. B. zu Mozarts La clemenza di Tito und Don Giovanni, zu Rossinis La gazza ladra und L’inganno felice,

### Vokalmusik

#### Geistlich
- 11 Messvertonungen in unterschiedlichen Besetzungen; im Druck erschien: Große Festmesse A-Dur für Soli, Chor und Orchester op. 137 (Uraufführung 19. April 1843, Donaueschingen), Mainz 1845, sowie Missa a tre für 3-stimmigen gemischten Chor bei Carus
- 5 einzelne Messesätze für eine Singstimme mit Orgel/Klavier
- 7 Requiems- und Traueramtsvertonungen
- 6 Te Deum-Vertonungen (5 für Chor und Orchester; 1 für Chor a cappella)
- Ca. 20 Kirchenlieder in unterschiedlichen Besetzungen

#### Weltlich
- 15 Festkantaten, Hymnen und Neujahrslieder
- Über 60 Gesänge für Chor a cappella

### Instrumentalmusik

#### Orchesterwerke
- 7 Symphonien: Nr. 1 f-Moll op. 7 (1824)[7]; Nr. 2 Es-Dur op. 17 (1826/27; rev. 1829)[8]; Nr. 3 d-Moll op. 32 (1830); Nr. 4 C-Dur op. 60 (1835); Nr. 5 h-Moll op. 106 (1840); Nr. 6 F-Dur op. 132 (1843); Nr. 7 g-Moll WoO I/01 (1841)
- 24 [Konzert-]Ouvertüren, davon 19 von Kalliwoda nummeriert: Nr. 1 d-Moll op. 38, ed. 1833; Nr. 2 F-Dur op. 44 (1832); Nr. 3 C-Dur op. 55 (1832); Nr. 4 E-Dur op. 56 (1835); Nr. 5 d-Moll op. 76, ed. 1838; Nr. 6 Es-Dur op. 85 (1838); Nr. 7 c-Moll op. 101 (1839); Nr. 8 A-Dur op. 108 Ouverture pastorale (ca. 1842); Nr. 9 C-Dur op. 126 Ouverture solenelle (ca. 1843); Nr. 10 f-Moll op. 142 (1842); Nr. 11 B-Dur op. 143 (1846); Nr. 12 D-Dur op. 145 (1843?), ed. 1848; Nr. 13 Es-Dur WoO I/02 (1849); Nr. 14 c-Moll op. 206 (1854); Nr. 15 E-Dur op. 226 (1858); Nr. 16 a-Moll op. 238, ed. 1863; Nr. 17 f-Moll op. 242, ed. 1864; Nr. 18 F-Dur WoO I/03 (ca. 1865); Nr. 19 e-Moll WoO I/04 (1865); fünf weitere Ouvertüren (WoO I/5–9, wahrscheinlich vor 1822)
- Einige Märsche, Fantasien, Walzer etc. für Orchester

#### Werke für ein oder mehrere Soloinstrument(e) mit Instrumentalbegleitung
Mit Orchester, wenn nicht anders angegeben.
- 3 Violinkonzerte: E-Dur op. 9 (1821), ed. 1828; e-Moll WoO II/01 (ca. 1829); D-Dur WoO II/02 (verloren)
- 8 Concertini für Violine, davon 6 von Kalliwoda gezählt: Nr. 1 E-Dur op. 15 (1829); Nr. 2 A-Dur op. 30 (1831); Nr. 3 D-Dur op. 72 (1835); Nr. 4 C-Dur op. 100, ed. 1840; Nr. 5 a-Moll op. 133 (ca. 1844, aus einem 1840 entstandenen Violinkonzert)[9]; Nr. 6 D-Dur op. 151, ed. 1848; E-Dur WoO II/04 (ca. 1843); F-Dur WoO II/05 (ca. 1843)
- Zahlreiche Einzelstücke (Variationen, Divertissements, Fantasien, Potpourris, Rondos etc.) für Violine und Orchester
- 6 Einzelstücke für zwei Violinen: Variations brillants E-Dur op. 14 (1826); Concertante A-Dur op. 20 (1830); Konzertvariationen E-Dur op. 83 (1838); Introduction und Rondo E-Dur op. 109 (ca. 1842); Introduction und Polka A-Dur op. 196 (ca. 1854)
- 4 Einzelstücke für Klavier: Rondo Es-Dur op. 16 (1829); Variationen und Rondo B-Dur op. 71 (ca. 1837); Introduction und Rondo F-Dur op. 82, ed. 1838; Fantasie E-Dur WoO II/16 (1863)
- 4 Einzelstücke für Flöte: Divertissement G-Dur op. 52 (1831 oder 1833); Divertissement für Flöte und Streicher A-Dur op. 80 (1837); Rondo A-Dur II/20 (1832); Variationen G-Dur WoO II/23 (1829/31)
- 3 Einzelstücke für Oboe: Concertino für Oboe F-Dur op. 110, ed. 1841; Allegro brillante für Oboe und Bläser F-Dur WoO II/14 (unbekannt); Variationen C-Dur WoO II/24 (1828/30)
- 2 Einzelstücke für Klarinette: Introduction und Variationen B-Dur op. 128 (1844); Variationen Es-Dur WoO II/25 (1863)
- 2 Einzelstücke für Fagott: Variationen und Rondo B-Dur op. 57 (ca. 1835); Rondo B-Dur WoO II/21 (= WoO II/20 in der Fassung für Fagott, 1832 oder später)
- 3 Einzelstücke für Horn: Introduction und Rondo F-Dur op. 51 (1833); Adagio F-Dur WoO II/12 (unbekannt); Rondoletto f-Moll WoO II/22 (1834)
- 2 Einzelstücke für zwei Hörner: Divertissement F-Dur op. 59 (ca. 1835); Potpourri B-Dur WoO II/18 (1826)
- Concertino für Flöte und Oboe F-Dur WoO II/07 (1827)
- Duo für Violine, Violoncello und Streicher g-Moll WoO III/15 (1832?)
- Concertante für Flöte, Violine und Violoncello A-Dur op. 48 (1833)

#### Kammer- und Klaviermusik
- Divertissement für Klavierquintett C-Dur op. 66 (ca. 1835)
- Fantasie für zwei Violinen, zwei Klaviere und Harmonium D-Dur WoO III/20 (unbekannt)
- Konzertvariationen für Klavierquartett G-Dur op. 129 (ca. 1843)
- 3 Streichquartette: Nr. 1 e-Moll op. 61 (ca. 1835); Nr. 2 A-Dur op. 62 (ca. 1835); Nr. 3 G-Dur op. 90, ed. 1838
- Ca. 10 einzelne Sätze für Streichquartett und -quintett
- Ca. 30 Violinduos; 2 Duos für Violine und Viola; Etüden für Solovioline
- Ca. 50 Einzelstücke für Violine und Klavier; einzelne Stücke für Viola und Klavier bzw. Violoncello und Klavier
- Sonate g-Moll für Klavier zu vier Händen op. 135, ed. 1845 (Bearbeitung der ungedruckten Symphonie Nr. 7 g-Moll WoO I/01)
- Ca. 20 Einzelstücke für Klavier zu vier Händen
- Fantasie E-Dur für Klavier op. 33, ed. 1833
- Klaviersonate Es-Dur op 176 (1851)
- Über 100 Einzelstücke für Klavier; einige Einzelstücke für Harmonium

## Diskografie
- Symphonien Nr. 5 h-Moll op. 106 und Nr. 6 F-Dur op. 132; Pilsen Radio Orchestra, Leitung: Jiří Malát (CRC 2123), 1992
- Musik für Klavier zu vier Händen (Symphonie Nr. 1 f-Moll op. 7 arr. von Carl Czerny, Divertissement F-Dur op. 28, 3 Grandes Marches op. 26, Grande Sonate g-Moll op. 135); Duo Takezawa-Sisschka (Ars Produktion Schumacher FCD 368 408), 2001
- Symphonien Nr. 5 h-Moll op. 106 und Nr. 6 F-Dur op. 132; Hofkapelle Stuttgart, Leitung: Frieder Bernius (Orfeo C 677 061 A), 2006
- Symphonien Nr. 5 h-Moll op. 106 und Nr. 7 g-Moll WoO/01, Ouvertüre Nr. 16 a-Moll op. 238; Das neue Orchester, Leitung: Christoph Spering (cpo 777 139–2), 2006
- Ouvertüre Nr. 12 D-Dur op. 145, Introduction und Variationen B-Dur für Klarinette und Orchester op. 128, Introduction und Rondo F-Dur für Horn und Orchester op. 51, Symphonie Nr. 3 d-Moll op. 32; Dieter Klöcker, Klarinette; Radovan Vlatkovic, Horn; Hamburger Symphoniker, Leitung Johannes Moesus (MDG 3291387-2), 2006
- Streichquartette Nr. 1 e-Moll op. 61, Nr. 2 A-Dur op. 62, Nr. 3 G-Dur op. 90; Le Quatuor Talich (cal 9357), 2006
- Ouvertüre Nr. 17 f-Moll op. 242; Symphonien Nr. 2 Es-Dur op. 17 und Nr. 4 C-Dur op. 60; Die Kölner Akademie, Leitung: Michael Alexander Willens (cpo 777 469-2), 2010
- Ouvertüren Nr. 3 C-Dur op. 55, Nr. 7 c-moll op. 101 und Nr. 10 f-moll op. 142; Concertini für Violine und Orchester Nr. 1 E-Dur op 15 und Nr. 5 a-moll op. 133; Ariadne Daskalakis, Violine; Kölner Akademie, Leitung: Michael Alexander Willens (cpo 777 692-2), 2015

## Dokumente
Briefe von Johann Wenzel Kalliwoda befinden sich im Bestand des Leipziger Musikverlages C. F. Peters im Staatsarchiv Leipzig.